# Hannelore Valencak
Hannelore Valencak (ur. 23 stycznia 1929 w Leoben-Donawitz, zm. 9 kwietnia 2004 w Wiedniu) – pisarka austriacka.

## Życiorys
Autorka utworów poetyckich, powieści, opowiadań oraz książek dziecięcych i młodzieżowych. Należała do PEN Clubu austriackiego i była laureatką wielu nagród, m.in. nagrody kraju związkowego Styria im. Georga Trakla w dziedzinie poezji (1954), Nagrody Poetyckiej miasta Graz (1956), Austriackiej Nagrody Państwowej w kategorii powieści (1957) i literatury dziecięcej (1977), nagrody literackiej Styrii im. Petera Roseggera (1966).

## Wybrana twórczość
- Zuflucht hinter der Zeit 1967, wznowiona jako Das Fenster zum Sommer, sfilmowana w Niemczech w 2011
- Montag früh ist nicht das Leben (1970)
- Ich bin Barbara (1974)
- Bettina und das eiserne Versprechen (1989)